# الشعوب (المقاطرة)

تعديل مصدري - تعديل

الشعوب هي إحدى قرى عزلة الهويشة بمديرية المقاطرة التابعة لمحافظة لحج، بلغ تعداد سكانها 141 نسمة حسب تعداد اليمن لعام 2004.